# Université d'État de médecine de Bucovine
L'université d'État de médecine de Bucovine est un établissement d’enseignement supérieur de Tchernivtsi, qui a récemment célébré le 65e anniversaire de sa fondation.

## Présentation
Il s'agit d'un établissement multidisciplinaire de quatre niveaux d'accréditation figurant dans le registre général de l'Organisation mondiale de la santé, et de la Grande Charte des universités, qui offre une formation professionnelle dans le système progressif d'éducation. 
Les diplômés de l’université d'État de médecine de Bucovine se forment dans le domaine médical, pharmaceutique, économique, éducatif, scientifique, social et culturel. 
À l'Université se fait la préparation des spécialistes d’après les niveaux d'éducation et de qualification : spécialiste de premier cycle, titulaire du baccalauréat, spécialiste de deuxième cycle, titulaire de magistère dans le domaine de la médecine et de la pharmacie dans seize spécialités : 
- Médecine : médecine générale (spécialiste et magistère), pédiatrie (spécialiste (master) et magistère), stomatologie (spécialiste et magistère), psychologie médicale (spécialiste), infirmier (spécialiste de premier cycle, licence, magistère); diagnostics de laboratoire (baccalauréat).
- Pharmacie : pharmacie (spécialiste de premier cycle, bachelier, magistère) ; pharmacie clinique (spécialiste, magistère).

Le nombre autorisé d'admissions pour les étrangers est fixé à 300. L’enseignement pour les étudiants étrangers s’effectue en ukrainien et en anglais. L’université prépare les étudiants étrangers en qualité d’interne clinique des hôpitaux (nombre autorisé d'admissions : 30), la préparation des aspirants (ceux qui préparent la thèse de candidat es science) dont le nombre autorisé d'admission : 20, et pour la préparation des spécialistes diplômés en médecine (nombre autorisé d'admission : 120).
La formation post-diplôme / post-universitaire s’effectue pendant l’internat et la magistrature (25 spécialités), la préparation des aspirants (27 spécialités), l’école doctorale (6 spécialités), l’internat clinique des hôpitaux (14 spécialités), des cycles de formation avancée thématique, des cours de spécialisation et des classes de maîtres.
À l’Université fonctionnent sept facultés et 47 chaires. Trois collèges de médecine sont soumis à l’université : le Collège de médecine de Tchernivtsi, de Novosselytsia et de Vachkivtsi. Il y a aussi des cours préparatoires pour les ukrainiens et les étrangers. 
Le processus éducatif est soutenu par des informations et des technologies modernes de communication à travers la formation à distance à la base d'un serveur Internet (http://moodle.bsmu.edu.ua), où on peut trouver des matériaux électroniques dans toutes les disciplines enseignées à l'Université, y compris en anglais. À l'Université ont lieu des conférences en ligne avec la participation de spécialistes ukrainiens et étrangers.
Depuis 2011, à l’Université, fonctionne le dépôt numérique (http://dspace.bsmu.edu.ua:8080/xmlui), archivage électronique institutionnel qui accumule les documents d’objectifs scientifique, éducatif et méthodologique créés par les employés de l'université, et qui fournit un accès libre et permanent à ces textes par Internet.

## Histoire
En octobre 1944, date de la prise par la force de cette région à la Roumanie, par l'URSS, le deuxième institut médical d'État de Kiev a été appelé à poursuivre son travail dans la ville de Tchernivtsi. À la fin de novembre 1944, un deuxième Institut médical d'État de Kiev a été rebaptisé Institut d'État de médecine de Bucovine à Cernăuţi.
L’histoire de la Bucovine est étroitement liée aux noms des recteurs de l'Institut de médecine, des professeurs renommés comme  D. S. Lovlia (1945-1951), M. B. Mankovskyi (1951-1954), M. M. Kovaliov (1954-1963), A. D . Youkhymets (1963-1974), V. K. Patratii (1974-1993), V. P. Pichak (1993-2010) ou T. M. Boytchouk. 

## Administration universitaire
- Recteur : Boytchouk Taras Mykolaiovytch, docteur es sciences médicales, professeur des Universités
- Vice-recteur du travail scientifico-pédagogique : Heruch Igor Vassiliovytch, candidat es sciences médicales, maître de conférences
- Vice-recteur du travail scientifique et des relations internationales : Ivachtchouk Olexandr Ivanovytch, docteur es sciences médicales, professeur des universités
- Vice-recteur du travail médical : Iftodiy Adrian Gueiorguiovytch, docteur es sciences médicales, professeur des universités
- Vice-recteur du travail scientifico-pédagogique : Zoriy Nina Ivanovna, candidat es sciences philosophiques, maître de conférences.

### Personnel
Actuellement à l’Université travaillent des cadres pédagogiques, dont 75 docteur ès sciences médicales et 321 candidats ès sciences médicales, 187 maîtres de conférences. 166 spécialistes ont la catégorie de certification médicale supérieure, 54,  la première, 48, la deuxième.

## Formation des étrangers
Aujourd'hui, 4 374 étudiants font leurs études à l'université, y compris 675 étrangers venus de 32 pays. La formation des étrangers a débuté en 1994, et en 2004, a commencé l’enseignement aux étudiants étrangers en anglais. Le nombre d'étudiants étrangers originaires d'Inde, de Somalie, du Nigeria, du Ghana, du Pakistan, d'Éthiopie, du Soudan, d'Arabie saoudite, de Bulgarie, des États-Unis et d'autres pays qui étudient à l’université d'État de médecine de Bucovine augmente d’année en année.

## Structure

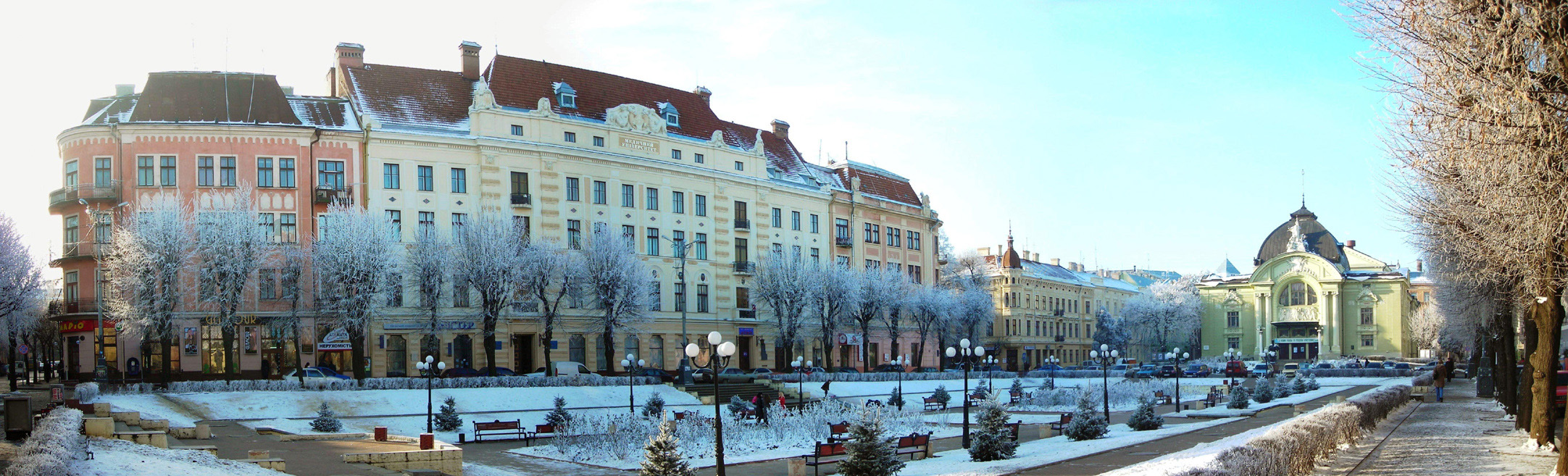
Place Théâtrale de la ville de Cernăuţi, bâtiment administratif de l’université d'État de médecine de Bucovine.

- Faculté de médecine no 1 (http://mf1.bsmu.edu.ua/) (doyen : Vassili Moskaliouk, docteur es sciences médicales, Professeur des universités)
- Faculté de médecine no 2 (http://www.bsmu.edu.ua/divisions/index.asp?div=d2u) (doyen : Volodimir Gloubotchenko, candidat es sciences médicales, maître de conférences)
- Faculté de médecine no 3 (http://mf3.bsmu.edu.ua/) (doyen : Ivan Savka, candidat es sciences médicales, maître de conférences)
- Faculté de médecine no 4 (http://mf4.bsmu.edu.ua/) (doyen : Tamila Sorokmane, docteur es sciences médicales, Professeur des Universités)
- Faculté de stomatologie (http://sf.bsmu.edu.ua/) (doyen : Viatcheslav Bilouky, docteur es sciences médicales, Professeur des Universités)
- Faculté pharmaceutique (http://ff.bsmu.edu.ua/) (doyen : Petro Prysiajniouk, candidat es sciences médicales, maître de conférences)
- Faculté d’enseignement médical post-universitaire (http://fpo.bsmu.edu.ua/) (doyen : Valéry Pachkovsky, docteur es sciences médicales, Professeur des Universités)

## Travail de traitement et de prévention
On[Qui ?] utilise les cabinets et les laboratoires universitaires pour tous les types d’enseignement et de travaux pratiques, ainsi que les installations médicales de traitement et de prévention, les stations épidémiologiques et sanitaires de la ville et de la région.
Les chaires cliniques de l’université sont situées aux 27 bases cliniques : 17 hôpitaux  de subordination régionale et 10 hôpitaux de subordination de la ville.
Les professeurs et maîtres de conférences de l’Université font des visites cliniques des patients, des examens des patients dans les établissements médicaux de la ville et de la région. On effectue[Qui ?] une grande quantité de travail organisationnel et méthodologique : des visites des établissements régionaux de traitement et de prévention, examens des antécédents médicaux, travail dans les comités d'évaluation, dans l’organisation des conférences, des interventions visant à améliorer les compétences de la pratique des médecins dans toutes les orientations de la santé, des cours de perfectionnement, des attestations, l'organisation des colloques scientifiques, l’expertise dans la gestion des patients, etc.

## Activités internationales
L’université d'État de médecine de Bucovine occupe une place importante dans l’arène européenne[réf. nécessaire]. Aujourd'hui, l’Université est membre reconnu[Par qui ?] de l'Association internationale des universités, de l'Organisation mondiale de la santé, de l'Association des universités de la région des Carpates et de l’Association Européenne des universités de la Grande Charte.
Le Département des relations internationales s’occupe du développement, de l'expansion et du renforcement des relations internationales et de l'autorité de l’Université dans la communauté mondiale.

## Coopérations
L’Hôpital Klagenfurt (Autriche), la Faculté de médecine de l’Université de Montpellier 1 (France), l’Hôpital Ängelholm (Suède), l'Université de Lübeck, l'université Humboldt de Berlin (Allemagne), l'Université Charles de Prague (République Tchèque), l’Académie d'État de médecine d’Akmola (Kazakhstan), l’Université médicale et pharmaceutique « Nicolae Testemițanu » de Chisinau (Moldavie), l'Université « Étienne-le-Grand » de Suceava (Roumanie), l’Université de médecine de Varsovie, l'Université Jagellonne de Cracovie, l’Université de médecine de Lublin (Pologne), l’Université d'État de médecine de Minsk, l’Université d'État de médecine de Grodno, l'Université d'État de médecine de Vitebsk (Biélorussie), par exemple, collaborent avec l'Université de Bucovine.

## La société scientifique d'étudiants
Il y a plus de soixante ans que la Société scientifique d'étudiants a été établie. La Société scientifique d'étudiants depuis sa fondation effectue des travaux coordonnés sur l'intérêt des étudiants à participer aux travaux de recherche aux chaires universitaires, et de participer à des réunions et des congrès scientifiques, des conférences et colloques scientifiques, aux olympiades et aux concours, ainsi qu’aux séminaires et expositions, à établir des relations internationales, de coopérer avec les établissements d'enseignement et de recherche d'Ukraine et d'autres pays.

## Sport, loisirs et repos

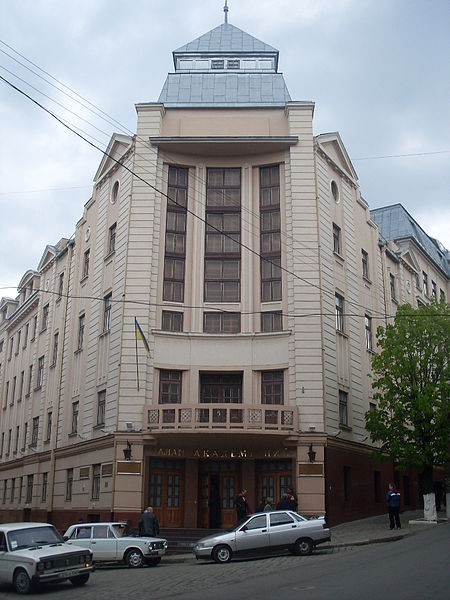
Palais Académique

L'éducation physique et un mode de vie sain, effectué selon le slogan de l'Université « L'éducation physique, c’est la santé de la nation ». Sont organisés à l'Université des compétitions au niveau de la ville et de la région. Les professeurs de la Chaire d'éducation physique effectuent des entraînements avec des équipes universitaires de basketball, volleyball, lutte gréco-romaine, d’athlétisme et d’autres. L’ Université a créé les conditions pour le repos des étudiants, la réhabilitation et des classes de prévention des maladies, y compris l'organisation du tourisme sportif. Les étudiants ont la possibilité de passer leurs vacances d'été dans le camp d’été de sport et de remise en forme dans le village de Repoujyntsi, dans la région de Cernăuţi.
Le Palais académique de 700 places, qui appartient à l’Université, a créé des conditions pour organiser des concerts, événements artistiques, rencontres récréatives, classes d’activités artistiques amateurs. Au Palais académique fonctionne l’ensemble folklorique amateur de chansons et de danses Trembita. À l’'Université, il y a un musée historique médical, situé aussi dans le Palais Académique. Depuis 2002, ce musée est membre de l'Association Européenne des Musées d'Histoire de Médecine et de Pharmacie.

## Classements
Suivant les résultats du système de classement de l’activité et de l’évaluation qualitative des universités (classement Webometrics) l'université est classée parmi les premières des établissements d'enseignement supérieur d'Ukraine. En 2012, dans le système de classement national de l'enseignement supérieur en Ukraine (Top-200) elle est placée onzième parmi les meilleures écoles de médecine du pays.
L’université d'État de médecine de Bucovine occupe la 3 186e place dans le monde (parmi les 20 000 universités), le dépôt électronique de l'université occupe la 785e place dans le classement mondial « Web Classement des dépôts » et la 1re place parmi les universités de médecine d'Ukraine. Selon les indicateurs de base de données scientométriques Scopus, la plus grande base de données de citations et de résumés issus de recherches bibliographiques et de sites Internet de qualité, en avril 2012  elle occupe la 38e place parmi toutes les universités d’Ukraine et la 8e place parmi les établissements d’enseignement supérieur de médecine.